# Krivi Del
Krivi Del (en serbe cyrillique : Криви Дел) est un village de Serbie situé dans la municipalité de Crna Trava, district de Jablanica. Au recensement de 2011, il comptait 126 habitants.

## Démographie
| 1948 | 1953 | 1961 | 1971 | 1981 | 1991 | 2002 | 2011 |
| ---- | ---- | ---- | ---- | ---- | ---- | ---- | ---- |
| 766  | 772  | 766  | 603  | 384  | 277  | 198  | 126  |

|  |